# سنجاق سر

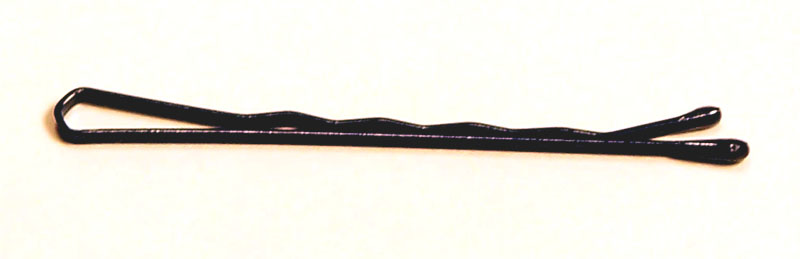
سنجاق سر

سنجاق سر نوعی سنجاق است که برای نگه داشتن موی سر در جای خود بکار می‌رود. معمولاً در انواع پلاستیکی یا فلزی ساخته می‌شود. اغلب ساده و به رنگ مو هستند؛ ولی انواع تزئینی آن نیز وجود دارند که با جواهرات بدلی تزئین شده‌اند. سنجاق سر از یک قطعه مفتول فنری خم شده ساخته می‌شود. این خم تحت فشار باز شده و مو لای آن قرار می‌گیرد. با برداشتن فشار، مو در جای خود نگه داشته می‌شود.